# Viksbergets fornborg

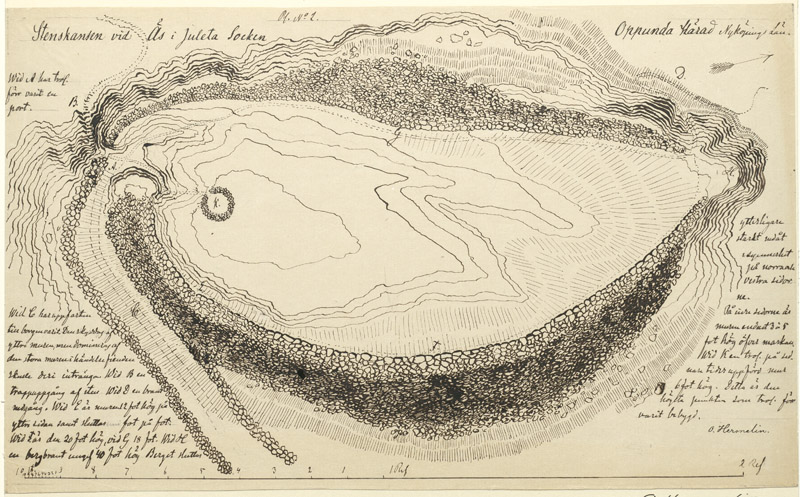
Viksbergets fornborg

Viksbergets fornborg befindet sich zwischen dem Aspen-See und dem Herrenhaus von Äs in der Gemeinde Julita in Katrineholm in Södermanland in Schweden. Die vorzeitliche Wallburg liegt auf dem Viskeberget, wo sich zwei Routen aus der Eisenzeit treffen, unmittelbar östlich einer alten Brücke. Die etwa 75,0 × 50,0 m messende Burg ist nicht datiert, aber die untersuchten Burgen in Södermanland stammen normalerweise aus der Zeit der späten Eisenzeit (400–600 n. Chr.). Die Burg wird von einem 2,0 bis 7,0 m breiten und 0,5 bis 1,5 m hohen Steinwall gefasst.
Die Burg lag bis zum Ausbau der Straße im englischen Garten des Herrenhauses von Äs. In der Mitte befindet sich auch eine Mauer, an der während des Zweiten Weltkriegs eine Baracke für die Luftüberwachung stand.

Viksbergets fornborg
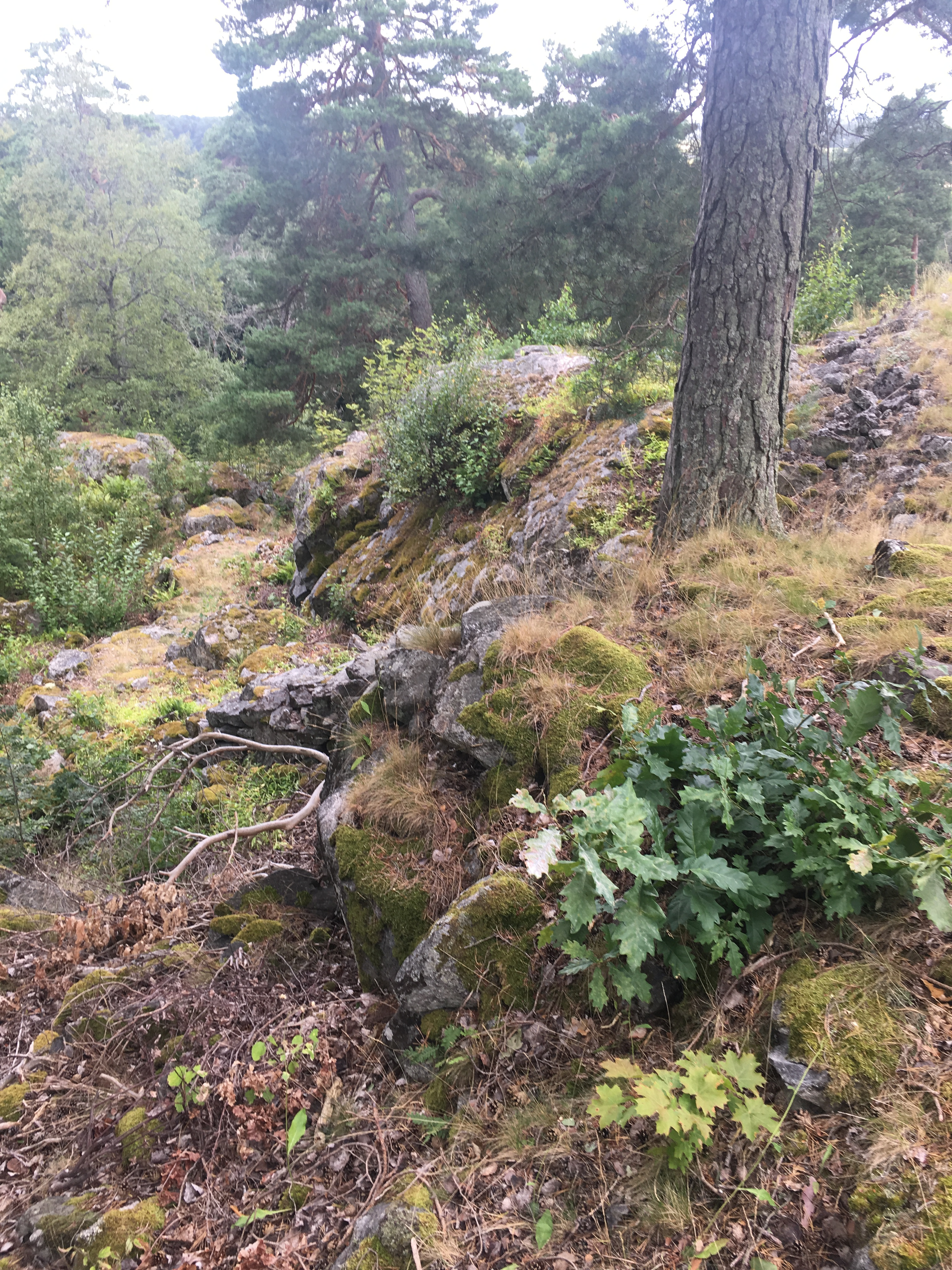
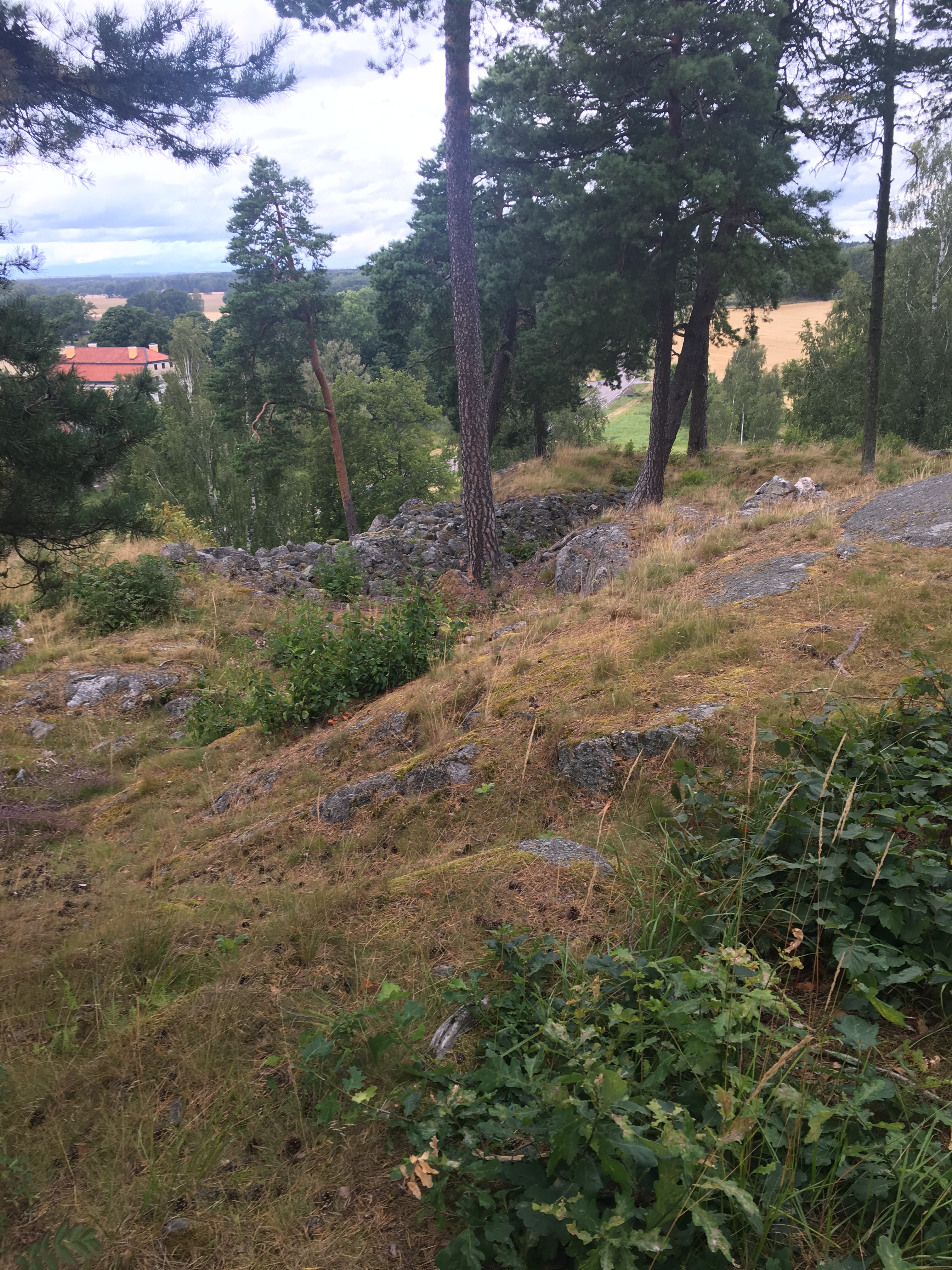
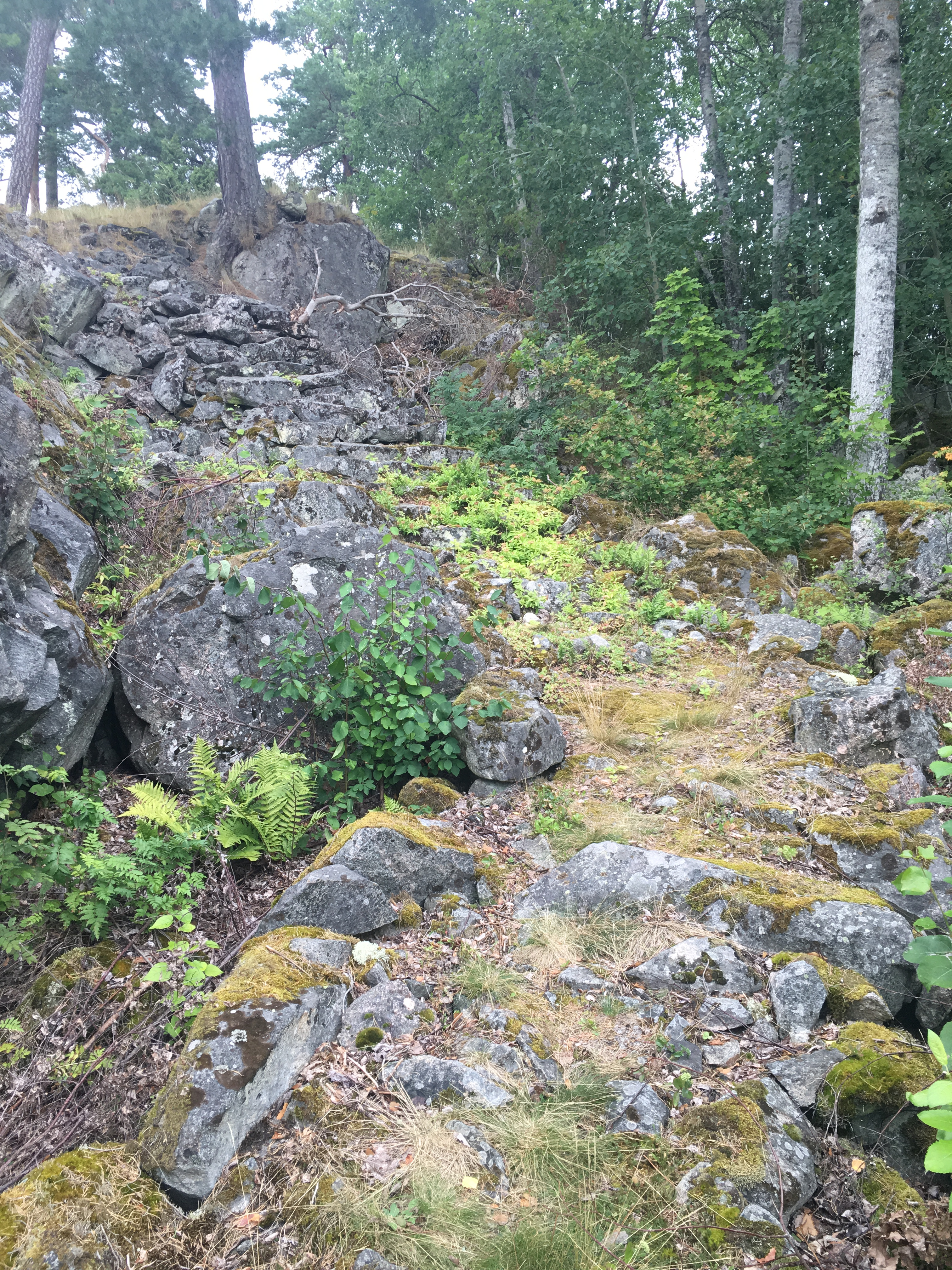
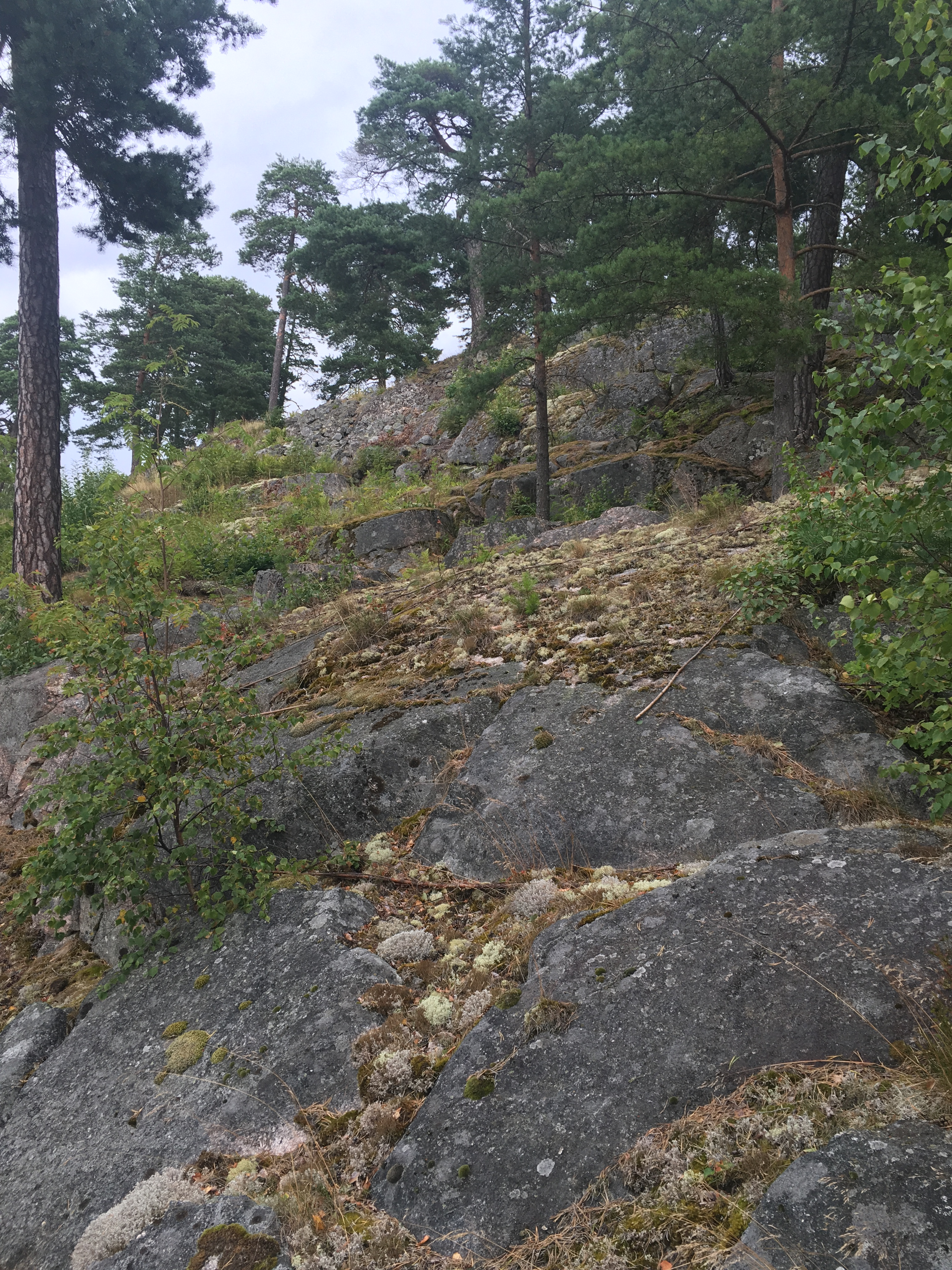